# Free Standards Group
Free Standards Group – niedochodowa organizacja pracująca nad otwartymi standardami obejmującymi specyfikacje serwera o nazwie Linux Standard Base. W październiku 2005 r. organizacja zapowiedziała prace nad standardem o nazwie Linux Standard Base Desktop Projekt. Oba standardy linuksowe zostały zintegrowane w nowej wersji (3.1) Linux Standard Base, która pojawiła się wiosną 2006 roku.
Projekt wspierają liczne firmy informatyczne, w tym IBM, Novell, Intel, Hewlett-Packard oraz Dell. 